# Beauvilliers (Loir-et-Cher)
Pour les articles homonymes, voir Beauvilliers.
Beauvilliers est une commune historique du nord du Loir-et-Cher (région Centre-Val de Loire), reléguée au statut de commune déléguée depuis 2017 et la fusion administrative avec les communes voisines d'Oucques, Baigneaux et Sainte-Gemmes pour créer la commune nouvelle d'Oucques La Nouvelle.

## Géographie
Les communes proches de Beauvilliers sont Épiais (à 3,4 km), La Chapelle-Enchérie (à 4 km) et Oucques (à 3,4 km). La grande ville à proximité est Vendôme, distante d'environ 15 km. Le Bois de Rochambeau se trouve à 2,9 km et la forêt domaniale de Citeaux à environ 10,3 km.
L'altitude de la commune s'échelonne de 120 à 144 mètres. Son climat est océanique avec des étés tempérés.
La commune est située vers le parc naturel régional du Perche.

## Histoire

### Depuis 2017
En 2017, Beauvilliers se regroupe avec la commune d'Oucques ainsi que deux de ses voisines, à savoir Baigneaux et Sainte-Gemmes, pour former Oucques La Nouvelle.

## Politique et administration

### Liste des maires
| Période                                  | Période       | Identité         | Étiquette | Qualité  |
| ---------------------------------------- | ------------- | ---------------- | --------- | -------- |
| Les données manquantes sont à compléter. |               |                  |           |          |
| avant 1988                               | 1989          | Maurice Bruneau  |           |          |
| 1989                                     | ?             | Raymond Gousseau | DVD       |          |
| mars 2001                                | décembre 2016 | Joseph d'Orso    | DVD       | Retraité |

Depuis 2017 et la création d'Oucques La Nouvelle, le maire élu à Beauvilliers est maire délégué au maire de la commune nouvelle. 
| Période                                  | Période  | Identité          | Étiquette | Qualité |
| ---------------------------------------- | -------- | ----------------- | --------- | ------- |
| Les données manquantes sont à compléter. |          |                   |           |         |
| janvier 2017                             | mai 2020 | Joseph d'Orset    | DVD       |         |
| mai 2020                                 | en cours | Michel Perdereaux |           |         |

## Population et société

### Démographie
L'évolution du nombre d'habitants est connue à travers les recensements de la population effectués dans la commune depuis 1793. À partir du 1er janvier 2009, les populations légales des communes sont publiées annuellement dans le cadre d'un recensement qui repose désormais sur une collecte d'information annuelle, concernant successivement tous les territoires communaux au cours d'une période de cinq ans. 
Pour les communes de moins de 10 000 habitants, une enquête de recensement portant sur toute la population est réalisée tous les cinq ans, les populations légales des années intermédiaires étant quant à elles estimées par interpolation ou extrapolation. Pour la commune, le premier recensement exhaustif entrant dans le cadre du nouveau dispositif a été réalisé en 2008,.
En 2014, la commune comptait 61 habitants, en évolution de +1,67 % par rapport à 2009 (Loir-et-Cher : +1,74 %, France hors Mayotte : +2,49 %).
| 1793 | 1800 | 1806 | 1821 | 1831 | 1836 | 1841 | 1846 | 1851 |
| ---- | ---- | ---- | ---- | ---- | ---- | ---- | ---- | ---- |
| 105  | 119  | 132  | 103  | 134  | 161  | 158  | 173  | 180  |

| 1856 | 1861 | 1866 | 1872 | 1876 | 1881 | 1886 | 1891 | 1896 |
| ---- | ---- | ---- | ---- | ---- | ---- | ---- | ---- | ---- |
| 200  | 201  | 198  | 169  | 186  | 163  | 142  | 165  | 144  |

| 1901 | 1906 | 1911 | 1921 | 1926 | 1931 | 1936 | 1946 | 1954 |
| ---- | ---- | ---- | ---- | ---- | ---- | ---- | ---- | ---- |
| 140  | 145  | 133  | 103  | 123  | 117  | 90   | 90   | 97   |

| 1962 | 1968 | 1975 | 1982 | 1990 | 1999 | 2008 | 2013 | 2014 |
| ---- | ---- | ---- | ---- | ---- | ---- | ---- | ---- | ---- |
| 81   | 85   | 64   | 52   | 44   | 37   | 58   | 61   | 61   |

### Pyramide des âges
La population de la commune est relativement jeune. Le taux de personnes d'un âge supérieur à 60 ans (17,2 %) est en effet inférieur au taux national (21,6 %) et au taux départemental (26,3 %).
Contrairement aux répartitions nationale et départementale, la population masculine de la commune est supérieure à la population féminine (51,7 % contre 48,4 % au niveau national et 48,6 % au niveau départemental).
La répartition de la population de la commune par tranches d'âge est, en 2007, la suivante :
- 51,7 % d'hommes (0 à 14 ans = 16,7 %, 15 à 29 ans = 16,7 %, 30 à 44 ans = 30 %, 45 à 59 ans = 23,3 %, plus de 60 ans = 13,4 %) ;
- 48,3 % de femmes (0 à 14 ans = 25 %, 15 à 29 ans = 10,7 %, 30 à 44 ans = 17,9 %, 45 à 59 ans = 25 %, plus de 60 ans = 21,4 %).

| Hommes | Classe d’âge | Femmes |
| ------ | ------------ | ------ |
| 0,0    | 90 ans ou +  | 0,0    |
| 6,7    | 75 à 89 ans  | 10,7   |
| 6,7    | 60 à 74 ans  | 10,7   |
| 23,3   | 45 à 59 ans  | 25,0   |
| 30,0   | 30 à 44 ans  | 17,9   |
| 16,7   | 15 à 29 ans  | 10,7   |
| 16,7   | 0 à 14 ans   | 25,0   |

| Hommes | Classe d’âge | Femmes |
| ------ | ------------ | ------ |
| 0,6    | 90 ans ou +  | 1,6    |
| 8,3    | 75 à 89 ans  | 11,5   |
| 14,8   | 60 à 74 ans  | 15,7   |
| 21,4   | 45 à 59 ans  | 20,6   |
| 20,3   | 30 à 44 ans  | 19,2   |
| 16,2   | 15 à 29 ans  | 14,7   |
| 18,5   | 0 à 14 ans   | 16,7   |

## Économie
- Exploitations agricoles.
- Beauvilliers est située dans la zone des Indications géographiques protégées en ce qui concerne les Volailles de l'Orléanais et les Vins du Val de Loire.

## Culture locale et patrimoine

### Lieux et monuments
- L'église Notre-Dame[9],[10].